# Имало едно време (филм)
„Имало едно време“ (на италиански: C'era una volta) е италиански филм, романтична драма от 1967 година на режисьора Франческо Рози. Главните роли се изпълняват от София Лорен и Омар Шариф.

## Сюжет
Филмът разказва за преживяванията на красивото и темпераментно неаполитанско селско момиче Изабела (София Лорен) и на испанския принц Родриго (Омар Шариф). Принцът всячески избягва желанията на родителите му да го оженят. Един ден, докато препуска на кон из провинцията, той се разсейва от врява и вижда човек, който лети в небето. Този човек вижда в бъдещето и му дава магаре, за да го отведе в правилната посока. По пътя той среща Изабела, силно е привлечен от нея, но тя го отхвърля.
Кралят на Испания разпорежда на принц Родриго да си избере съпруга сред седем италиански принцеси в рамките на седем дни и затова организира събиране въпреки привличането му към Изабела. Тя се присъединява към екипа за готвене за седемдневния прием, докато принцът я търси в провинцията. С помощта на вещици и светци Изабела най-накрая завладява сърцето на своя принц и се омъжва за него.

## В ролите
| Изпълнител      | Роля                                       |
| --------------- | ------------------------------------------ |
| София Лорен     | Изабела Канделоро                          |
| Омар Шариф      | Принц Родриго Фернандес                    |
| Жорж Уилсън     | Жан-Жак Буше (Монжу)                       |
| Уесли Френч     | Брат Джузепе Де Копертино                  |
| Долорес дел Рио | Кралицата майка                            |
| Марина Малфати  | Олимпия Кампечелатро, принцеса на Алтамура |
| Карло Пизакане  | Вещицата                                   |